# 斎王 (船川利夫)
『斎王』（いつきのみこ）は、船川利夫が1994年夏に作曲した、合奏曲である。1994年第9回国民文化祭三重県実行委員会委嘱作品。

## 曲の解説
伊勢の大神にお仕え給うた、斎の巫女。斎宮の遺跡から古を偲んで、独奏部を持つ合奏曲として作った作品です。
１楽章　祈りと歌の楽章
深遠な境内を表す箏の響きの中で、尺八の平行四度のメロディーに重なり雅楽風な独奏尺八の祈りが提示されます。テンポが上がり祝詞が、第一箏から第二箏へ、そして十七絃とパートを増やして斉奏され、やがてテンポが落ち独奏尺八と十七絃の祈り、笙の独奏に続いて歌に入ります。
村田治男詩
「斎く巫女　斎かれる神　ふた神と　なりたるさまに　祭りごと受く」
･･･と歌われ、深遠な響の内にこの章を終わります。
２楽章　華やかでもの寂しい静かな群行
全楽器の斉奏で演奏される雅楽風のイントロにつづき、斎王の群行を表す、交錯するリズムの第一のテーマ、ゆったり･･･とした斉奏の部分を経て、第二のテーマに移ります。この第二のテーマを色々に変化させて、箏の独奏につなげます。独奏箏、独奏十七絃との絡みを経て、カデンツァー、合奏部との対奏を経て、第二のテーマの再現、そして第一のテーマの再現、全楽器の斉奏による雅楽風の短いエンディングになります。

## 楽器構成
笙　箏×２　十七絃　尺八×２　和太鼓　鉦鼓

## 楽譜
大日本家庭音楽会より「船川利夫作品集No.6斎王」が出版されている。